# Nancio Carrillo
Nancio Carrillo Quesada (ur. 16 sierpnia 1950 w Matanzas, zm. 7 grudnia 2018 w Hawanie) – kubański bokser, olimpijczyk.
Wystąpił w wadze ciężkiej (ponad 81 kg) na igrzyskach olimpijskich w 1968 w Meksyku, ale odpadł po pierwszej walce przegranej z reprezentantem Niemieckiej Republiki Demokratycznej Berndem Andersem.
Był wicemistrzem Kuby w kategorii ciężkiej w 1973 oraz brązowym medalistą w tej wadze w 1969, 1970, 1972 i 1975.
Olimpijczykami byli również jego młodszy brat Gilberto Carrillo (wicemistrz w boksie w wadze półciężkiej w 1972), żona Sonia de la Paz (koszykarka, olimpijka z 1980) i córka Nancy Carrillo (siatkarka, brązowa medalistka z 2004 i zdobywczyni 4. miejsca w 2008).